# Линген, Александр Иванович
Александр Иванович (фон) Линген (Андреас Александр фон Линген; нем. Andreas Alexander von Lingen; 26 сентября 1792, Ревель — 4 мая 1866, Рига) — русский военачальник немецкого происхождения, генерал от артиллерии (1861).

## Биография
Родился в 1792 году в Ревеле в семье титулярного советника. С 1809 года служил офицером-артиллеристом в русской армии.  Во время Русско-турецкой войны 1828—29 годов в чине полковника командовал артиллерийской бригадой. С 1833 года — генерал-майор. В 1834—38 годах командовал 1-й (пехотной) бригадой 20-й пехотной дивизии на Кавказе в ходе Кавказской войны. Кавалер ордена Святого Георгия 4 степени (1836).
В 1840—1861 командовал артиллерийскими подразделениями, расквартированными в Лифляндии; с 1848 года — генерал-лейтенант.
В 1845 году имя Александра Ивановича фон Лингена было занесено в дворянский матрикул острова Эзель Эстляндской губернии (ныне — остров Сааремаа, Эстония).
От брака с Анной (Аннеттой) фон Шульман (1810–1862) имел дочь и сына — генерал-майора (1878) русской службы Фердинанда-Густава Александровича фон Лингена (1834–1882).
В 1861 году Александр Иванович Линген вышел в отставку с производством в чин генерала от артиллерии. 
Скончался в 1866 году в Риге.